# Ordre de bataille de New Bern
L'ordre de bataille de New Bern présente les unités et commandants des forces de l'Union et la Confédération qui ont combattu lors de la bataille de New Bern, le 14 mars 1862.

## Abréviations utilisées

### Grade militaire
- Major général -  Major général
- Brigadier général -  Brigadier général
- Colonel -  Colonel
- Lieutenant colonel
- Commandant -  Commandant
- Capitaine -  Capitaine
- Premier lieutenant -  Premier lieutenant

### Autre
- (b) = blessé
- mb = mortellement blessé
- † = tué
- (PDG) = capturé

## Armée le l'Union

### Département de Caroline du Nord - division de la Côte de l'US Army
Brigadier général Ambrose E. Burnside
| Brigades                                          | Les régiments et les batteries |
| ------------------------------------------------- | --- |
| Première brigade Brigadier général John G. Foster | - 10th Connecticut : Lieutenant colonel Albert Drake - 23rd Massachusetts : Colonel John Kurtz - 24th Massachusetts : Colonel Thomas G. Stevenson - 25th Massachusetts : Colonel Edwin Upton - 27th Massachusetts : Colonel Horace C. Lee                         |
| Deuxième brigade Brigadier général Jesse L. Reno  | - 21st Massachusetts : Lieutenant colonel William S. Clark - 9th New Jersey Infantry (rats musqués de Jersey): Lieutenant colonel Charles Heckman - 51st New York : Colonel Edward Ferrero - 51st Pennsylvania : Colonel John Hartranft                           |
| Troisième brigade Brigadier général John G. Parke | - 8th Connecticut : Colonel Edward Harland - 11th Connecticut : Lieutenant colonel Charles Mathewson - 4th Rhode Island: Colonel Isaac P. Rodman - 5th Rhode Island                                                                                               |
| Unités non affectées                              | - 1st New York Marine Artillery (détachement) : Colonel William A. Howard - 99th New York (garde côte de l'Union) de (compagnie B) : Lieutenant colonel Charles W. Tillotson - Bataillon de roquettes d'artillerie (général Barry) - Canonnière de l'armée Picket |

### Marine de l'Union
| Forces navales américaines à Pamlico Sound Capitaine de frégate Stephen C. Rowan | - Philadelphia - Stars and Stripes - Louisiana - Hetzel - Underwriter - Delaware - Commodore Perry - Valley City - Commodore Barney - Hunchback - Southfield - Morse - John L. Lockwood - Henry Brinker |

## Armée confédérée
| Les régiments et les batteries                                                                   | |
| ------------------------------------------------------------------------------------------------ | --- |
| District de Pamlico du département de Caroline du Nord Brigadier général Lawrence O'Bryan Branch | - 7th North Carolina - 26th North Carolina - 27th North Carolina - 28th North Carolina - 33rd North Carolina - 35th North Carolina - 37th North Carolina - 19th North Carolina Cavalry - Artillerie lourde de Caroline du nord (compagnie) - Bataillon spécial de la milice de Caroline du Nord |